# Rebu
Rebu – wieś w Estonii, w prowincji Virumaa Wschodnia, w gminie Maidla.